# Irene Urdangarín y de Borbón
Irene de Todos los Santos Urdangarin y Borbón (* 5. června 2005, Barcelona) je španělská aristokratka, dcera infantky Cristiny de Borbón a Iñaki Urdangarina, bývalých vévodů z Palmy de Mallorca. Je desátá v linii nástupnictví na španělský trůn.

## Tituly
- 5. července 2005 - současnost: Její Excelence Irene de Todos los Santos Urdangarin a Bourbon, grandka španělská